# Белабино
Белабино (до 1938 — Шидлак (нем. Szidlack), до 1947 — Шиделау (нем. Schiedelau)) — посёлок в Озёрском муниципальном округе Калининградской области.

## География
Находится в южной части Калининградской области, в зоне хвойно-широколиственных лесов, в пределах Виштынецкой возвышенности, на правом берегу реки Бородинки, к северу от автодороги 27А-027, на расстоянии примерно 17 километров (по прямой) к западу от города Озёрска, административного центра района. Абсолютная высота — 73 метра над уровнем моря.

### Климат
Климат характеризуется как переходный от морского к умеренно континентальному. Среднегодовая температура воздуха — 7,7 °C. Средняя температура воздуха самого холодного месяца (января) — −2,9 °C (абсолютный минимум — −35 °C); самого тёплого месяца (июля) — 18,7 °C (абсолютный максимум — 36 °C). Годовое количество атмосферных осадков — 775 мм, из которых большая часть выпадает в тёплый период.

### Часовой пояс
Посёлок Белабино как и вся Калининградская область, находится в часовой зоне МСК−1. Смещение применяемого времени относительно UTC составляет +2:00.

## История
До 1936 года носил название Сцидлак. В период с 1936 по 1938 годы назывался Шидлак, в 1938—1947 годах — Шиделау. В период с 2008 по 2014 годы Белабино входило в состав Новостроевского сельского поселения Озёрского района, с 2014 по 2022 годы — в состав Озёрского городского округа.

## Население
| 1818 | 1905 | 1939 | 2002 | 2010 |
| ---- | ---- | ---- | ---- | ---- |
| 171  | ↘152 | ↘146 | ↘52  | ↘51  |

### Национальный состав
Согласно результатам переписи 2002 года, в национальной структуре населения русские составляли 82 %.